# 1643 год в науке
В 1643 году произошли различные научные и технологические события, некоторые из которых представлены ниже.

## События
- 21 января – голландский мореплаватель Абел Янсзон Тасман открыл архипелаг Тонга.
- Около 1643 года (по другим данным, в 1648 году) фламандский астроном Годфруа Венделин проверил и подтвердил выполнение третьего закона Кеплера для спутников Юпитера[1].

## Публикации
- Французский инженер Жорж Фурнье опубликовал капитальное исследование «Hydrographie, contenant la théorie et la pratique de toutes les parties de la navigation», посвящённое навигации и судостроению.

## Родились
См. также: Категория:Родившиеся в 1643 году
- 4 января (по григорианскому календарю, в Англии до 1752 года действовал юлианский календарь, по которому Ньютон родился в декабре 1642 года) — Исаак Ньютон, основатель теоретической физики (умер в 1727 году).

## Скончались
См. также: Категория:Умершие в 1643 году
- 1 марта — Пьер Эригон, французский математик, который ввёл в науку значок угла: ∠ и символ «перпендикулярно»: ⊥ (род. в 1580 году).
- 9 апреля — Бенедетто Кастелли, итальянский математик, ученик Галилея, учитель Торричелли и Кавальери (род. в 1578 году).
- 3 ноября:
  - Джон Бейнбридж, английский астроном (род. в 1582 году).
  - Пауль Гульдин, швейцарский математик и астроном (род. в 1577 году).